# Districte de North Dinajpur
El districte de North Dinajpur o districte d'Uttar Dinajpur (bengalí উত্তর দিনাজপুর জেলা) és una divisió administrativa de l'estat de Bengala Occidental creada l'1 d'abril de 1992 per partició del districte de West Dinajpur. La seva superfície és de 3142 km² i la població de 2.441.794 habitants (2001). La capital és Raiganj.
Està format per dues subdivisions: Raiganj i Islampur. El districte inclou 4 municipalitats, 9 blocks de desenvolupament, 99 panchayats i 1577 pobles.
Cada subdivisió està formada per blocks:
- Raiganji
  - Hemtabad
  - Itahar
  - Kaliganj
  - Raiganj
- Islampur
  - Chopra
  - Goalpokhar I
  - Goalpokhar II
  - Islampur
  - Karandighi.

Les 4 municipalitats són: Raiganj i Kaliaganj a la subdivisió de Raiganj, i Islampur i Dalkhola a la de Islampur.